# Saint-Sylvestre (Haute-Vienne)
Saint-Sylvestre é uma comuna francesa na região administrativa da Nova Aquitânia, no departamento de Alto Vienne. Estende-se por uma área de 30,91 km². Em 2010 a comuna tinha 932 habitantes (densidade: 30,2 hab./km²).